# Argenteohyla siemersi
Argenteohyla siemersi е вид жаба от семейство Дървесници (Hylidae). Видът е застрашен от изчезване.

## Разпространение
Разпространен е в Аржентина и Уругвай.

## Описание
Популацията на вида е намаляваща.